# 山口奈奈
山口奈奈（1938年8月10日—）是日本女性聲優、旁白，電視演員中心，經過松竹到所屬青二Production（創立成員）。東京府東京市（現：東京都）出身。

## 演出作品

### 電視動畫
- 小茜（華子）
- 我們這一家（三角太太）
- 女排NO.1（池崎）
- 宇宙海賊赫洛克船長（波野靜香、台羽弘子）
- SF西遊記史塔辛格（羅剎女王（鐵扇公主））
- 圓桌武士物語 燃燒吧！亞瑟（伊蓮）
- 美味大挑戰（大原夫人）
- 淘氣神物語 叩隆叩隆寶蓉（普拉摩斯的母親）
- 西瓜皮先生（社長夫人）
- 萬花筒之星（梅莉兒）
- 機甲艦隊戴拉格XV（摩雅・吉里格斯）
- 奇天烈大百科（婦人、母親大人、玉枝）
- 小甜甜（瑞恩老師、萊根夫人、葛雷修女）
- 銀河鐵道999（第26話「撲簌撲簌的戀人」）
- 金肉人（金肉王妃、中野公子、伊雅黛絲・哈里遜、其他）
- 金剛大魔神（小香的母親）
- 怪怪怪的鬼太郎（第1作）（貓女、卡特琳、花澤京子、水木茂的妻子、朧車 其他）
- 怪怪怪的鬼太郎（第3作）（磯女）
- 怪怪怪的鬼太郎（第4作）（阿妙）※第31話
- 鋼鐵傑格（司馬菊江、芙蘿拉將軍）
- GS美神極樂大作戰（冥子的母親）
- 人造人009（1968年版）（波本博士夫人）
- 城市獵人（真由美）
- 城市獵人2（老婆婆）
- 新聖魔大戰（聖神娜蒂亞）
- 西洋古董洋菓子店 ～Antique～（中年的婦女）
- 週刊故事樂園（「紅薔薇的秘密」（高田龍子））
- 世界名作劇場系列
  - 崔普一家物語（修道院院長）
  - 羅密歐的藍天（伊莎貝拉・蒙特巴尼）
  - 你好 安妮 ～Before Green Gables（明頓夫人）
- 裝甲騎兵伏東斯（蘇菲・法達斯）
- 老虎假面（若月琉璃子（第一代）、三田守夫的母親、拳太郎的母親、寶琳・道香、陽子、穗積千鶴子、佐野醫院的護士）
- 太陽之牙道格倫（菲娜・卡西姆）
- 高橋留美子劇場（牧子）
- 大耳鼠（神界天使）
- 怪博士與阿拉蕾（勘太的阿姨）
- 七龍珠（妻子）
- 尖帽子的梅摩爾（潘妮洛普）
- 巴別2世（羅登（女性））
- 秘密的厚子（1988年）（女社長、青蛙的母親）
- PROJECT ARMS（紅心女王）
- 魔女的孩子小惠（神崎真美、芙兒芙兒、魔法王國的女王）
- 無敵鐵金剛（美里）
- 魔法使莎莉（1966年）（莎莉的媽媽（第2代）、春日野堇（第2代））
- 動畫世界的童話（阿拉丁的母親、老奶奶）
- 橘子醬男孩（教頭老師）
- 漫畫日本史（清少納言、日野富子）
- 綠色守護神（小綠的母親）
- 名偵探柯南（吉澤金）
- 燃燒吧！亞瑟 白馬王子（班娜）
- 夠了！阿太郎（1969年版）（都都子、其他　女性角色比較多）
- 以柔克剛 著名的柔道女孩（女校長）
- 彩虹戰隊羅賓（塔莉亞）
- 淑女淑女！！（伊莎貝爾・蒙哥馬利）
- 若草四姊妹（漢娜）
- 小婦人（漢娜）

2011年
- GOSICK（老婦人）

2015年
- 新我們這一家（三角太太）

### OVA
- 宇宙皇子（大日如來）
- 機動戰士GUNDAM 第08MS小隊（旅館的女主人瑪莉亞）
- 滅絕之島（旁白）
- 小綠的守護神（小綠的母親）

### 劇場版動畫
- 伊勢灣颱風物語（津島千代）
- 金肉人系列（金肉王妃）
  - 金肉人 被奪走的冠軍腰帶（中野公子）
  - 金肉人 大爆走！正義超人
  - 金肉人 正義超人VS古代超人
  - 金肉人 逆襲！是不是宇宙超人
  - 金肉人 盛裝！正義超人！
  - 金肉人 紐約千鈞一髮！
  - 金肉人 正義超人VS戰士超人
- 怪博士 “打招呼！”宇宙大冒險（馬西里特的母親）
- 哆啦A夢 大雄與不可思議的風使者（泰姆辛與森的母親）
- 哆啦A夢 時空伝大雄的貓狗時空傳（小玉）

### 遊戲
- 裝甲騎兵伏東斯（蘇菲・法達斯）
- 第3次機器人大戰α 前往臨終的銀河（芙蘿拉將軍）
- Love Songs 偶像是同～學（出武苑子）
- ～刺青之聲～（久世夜舟）

### 旁白
- 傳說的！東京雜誌（TBS）
- 蛙的檢索生活（富士電視台）
- 轉來轉去新 ～尋找新的風波～（富士電視台）
- 這個審判EX（富士電視台）
- 上班族NEO Season2「新領帶打法的講座」（NHK）
- 世界超密集TV！我們是地球人！！（富士電視台）
- Time3（純屬旁白）
- D的激烈的喬 ～運命的審判～（富士電視台）
- 獨占！星期五的告白（富士電視台）
- 69★TRIBE 洛克族（富士電視台）

### 特別攝影
- 惡魔人3（露卡魔女的聲音、雪女的聲音、狐狸的聲音）
- 鹹蛋超人（1968年、圓谷職業・TBS）第24話「回到北方！」古橋・茉奈
- 怪獸布斯卡（修女）

### 電視連續劇
- 神秘女刑警 (真人版)神秘女刑警（旁白、11話以後）

### 連續劇CD
- 亭達里亞的種子（長老）

## 外部連結
- （日語）青二Production山口奈奈的個人網站 （页面存档备份，存于）